# St. Michael (Schöllang)

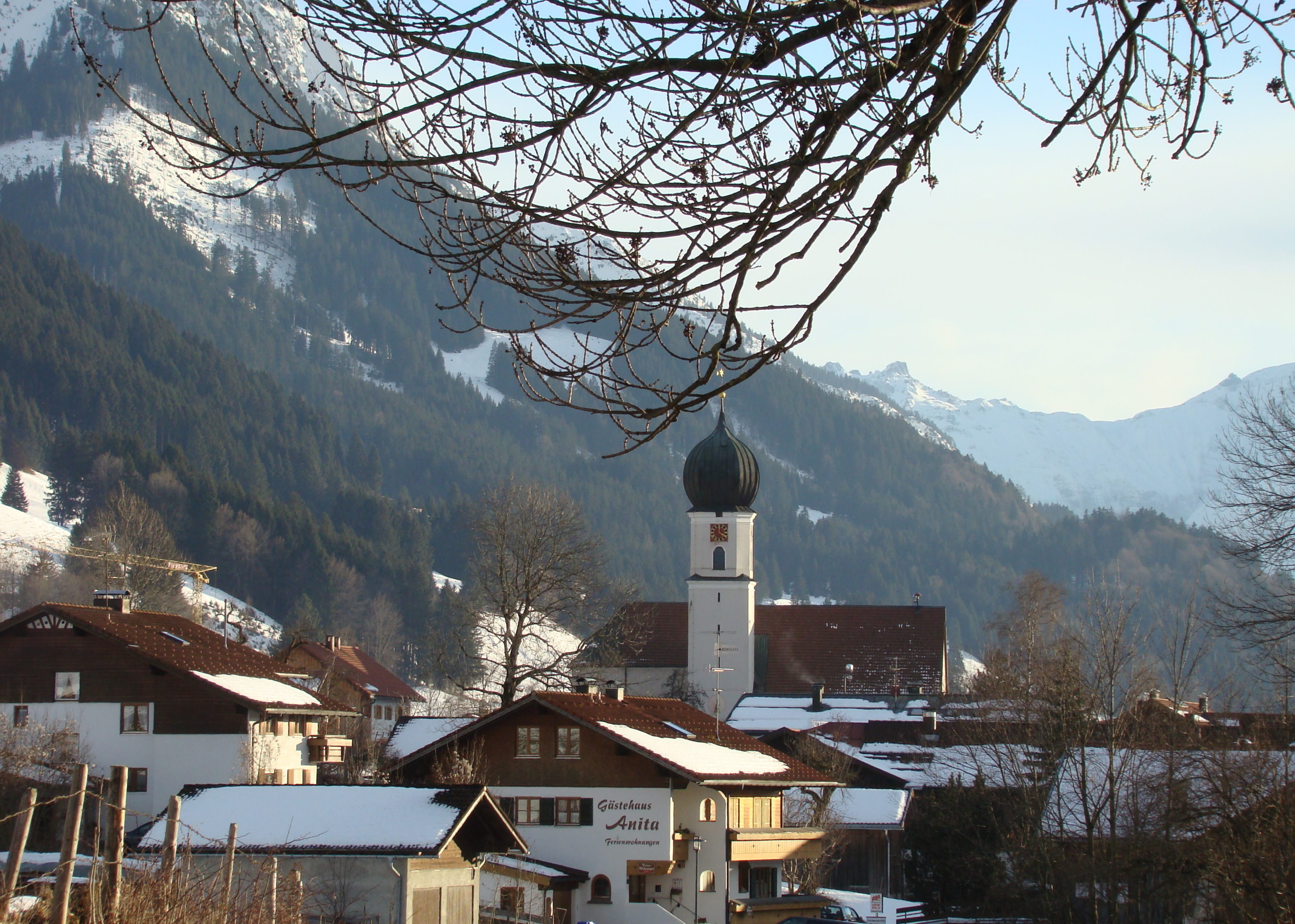
St. Michael in Schöllang

Die römisch-katholische Pfarrkirche St. Michael steht in Schöllang, einem Gemeindeteil des Marktes Oberstdorf im schwäbischen Landkreis Oberallgäu in Bayern. Das Bauwerk ist in der Liste der Baudenkmäler in Oberstdorf als Baudenkmal unter der Nr. D-7-80-133-118 eingetragen. Die Pfarrei gehört zum Dekanat Sonthofen des Bistums Augsburg.

## Beschreibung
Der Entwurf der Saalkirche von Johann Georg Fischer wurde 1726–1731 modifiziert errichtet. Sie besteht aus einem Langhaus mit drei Achsen, einem eingezogenen, halbrund geschlossenen Chor im Osten und einem 1734/35 gebauten Kirchturm auf quadratischem Grundriss an der Nordwand zwischen beiden, der später mit einem Geschoss mit abgeschrägten Ecken, das die Turmuhr und den Glockenstuhl beherbergt, aufgestockt und mit einer Zwiebelhaube bedeckt wurde. 
Der Innenraum des Langhauses ist mit einer Flachdecke überspannt. Die Fresken wurden 1802 von Nikolaus Weiß eingefügt. Der 1741 aufgestellte Hochaltar wird von den Statuen der Katharina von Alexandrien und der Barbara von Nikomedien flankiert, die Peter Heel gestaltet hat. Die Seitenaltäre wurden 1746/47 errichtet. Die Orgel wurde 1876 von Franz Fidelis Haaser aus Stiefenhofen erbaut. Sie verfügt über 12 Register auf einem Manual und Pedal. Regelmäßig ist dort ein Selbstspielautomat („Organola“) in Betrieb.